# Badalgachhi

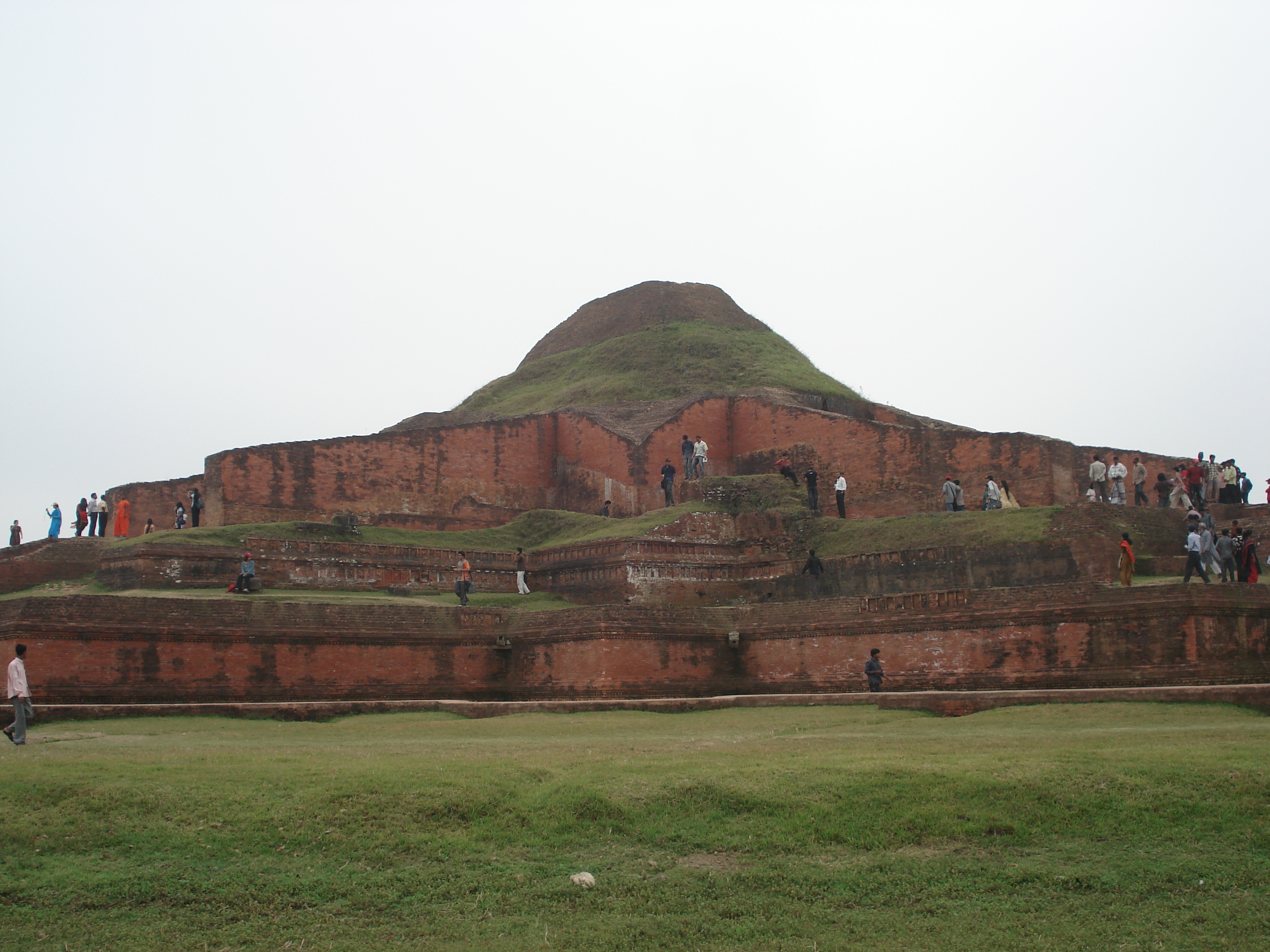
Badalgachhi

Badalgachhi (en bengali : বদলগাছি) est une upazila du Bangladesh dans le district de Naogaon. En 2011, elle dénombrait 201 342 habitants.